# Place Georges-Mulot
La place Georges-Mulot est une place du 15e arrondissement. Elle tient son nom de Louis-Georges Mulot (1792-1872), l'ingénieur qui fora le puits artésien de Grenelle, situé à l'époque dans la cour de l'abattoir de Grenelle.

## Situation et accès

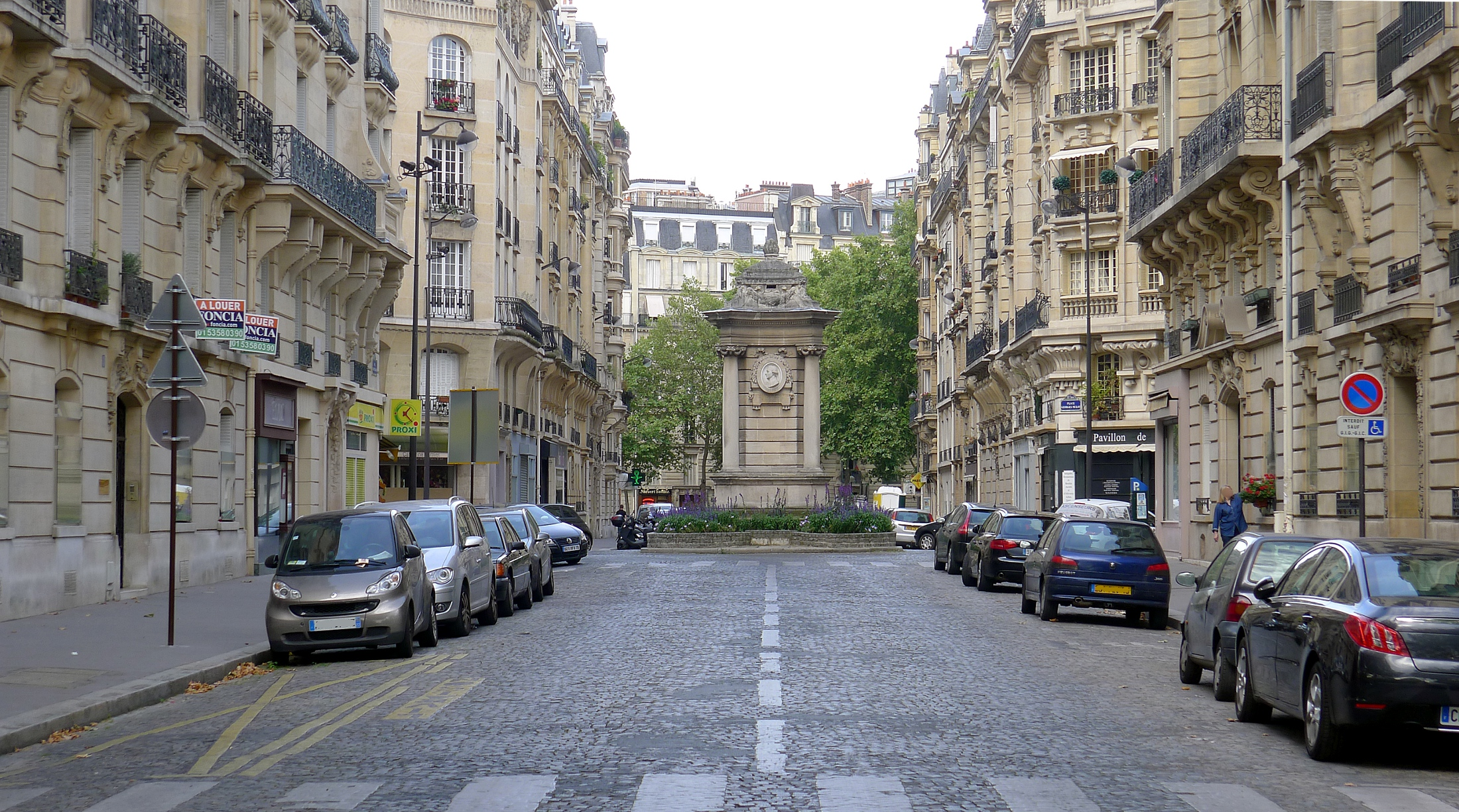
Place Georges-Mulot et la fontaine du puits de Grenelle, vue depuis la rue Valentin-Haüy.

La place Georges-Mulot se situe au croisement des rues Valentin-Haüy et Bouchut, dans le 15e arrondissement.
La place de forme circulaire abrite en son centre une fontaine dite fontaine du puits de Grenelle, datant de 1905 et dont les médaillons représentent des célébrités dont Georges Mulot, Rosa Bonheur, Valentin Haüy et le docteur Eugène Bouchut, médecin aux Enfants malades. La fontaine  a été construite sur l’emplacement exact du forage du puits artésien d'autrefois. C'est une réalisation de l'architecte Jean-Camille Formigé, les médaillons sont des œuvres de Waas, Georges Loiseau-Bailly, Firmin Michelet et Hippolyte Lefèbvre. L'eau puisée aboutissait à un château d'eau se trouvant non loin, sur l'actuelle place de Breteuil.

## Origine du nom

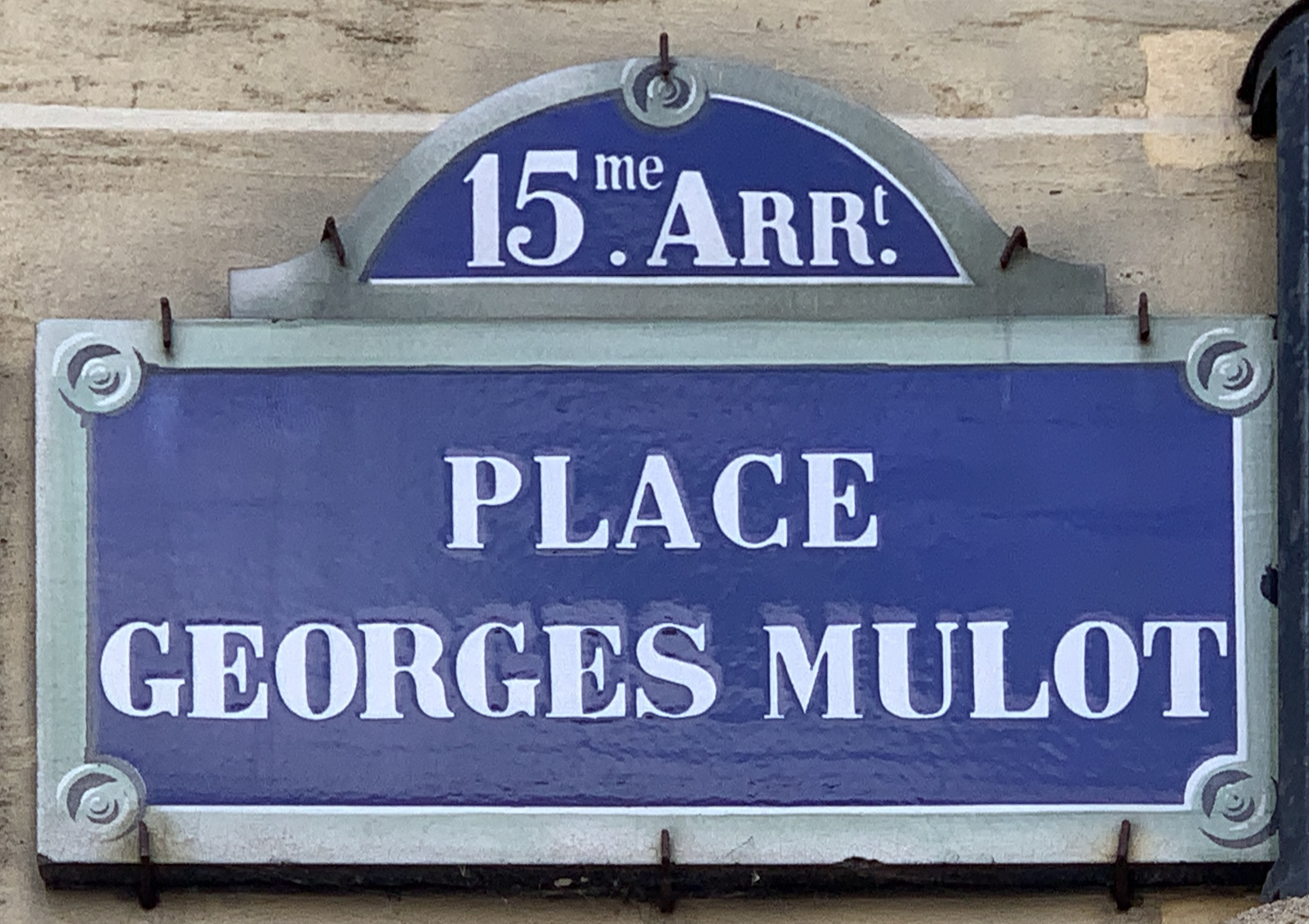
Plaque de la place.

Cette place porte le nom de Georges Mulot, ingénieur et entrepreneur qui dirigea, entre autres, le forage du puits artésiens de Grenelle situé sur cette place.

## Historique
La place fut créée en 1900 sur l'emplacement de l'abattoir de Grenelle.

## Au cinéma et à la télévision
En 1998, pour le film Ronin, avec Robert de Niro et Jean Reno, des scènes de course-poursuite en voiture se déroulent sur cette place.
Une scène du film Inception (2010) se déroule sur cette place, où l'on peut voir Leonardo DiCaprio marcher dans une rue voisine avec la fontaine en arrière-plan.
Dans la saison 3, épisode 10, de la série Atlanta une scène est tournée sur cette place.
Dans la série Berlin (2023), préquel de la série Casa de Papel, l’équipe de cambrioleurs a établi son quartier général dans un hôtel situé à proximité de la place, avec la fontaine souvent visible en arrière-plan. 